# Olympio Falconière da Cunha
Olympio Falconière da Cunha, brazilski general, * 21. junij 1891, † 11. avgust 1967.